# Kolonie (biologie)

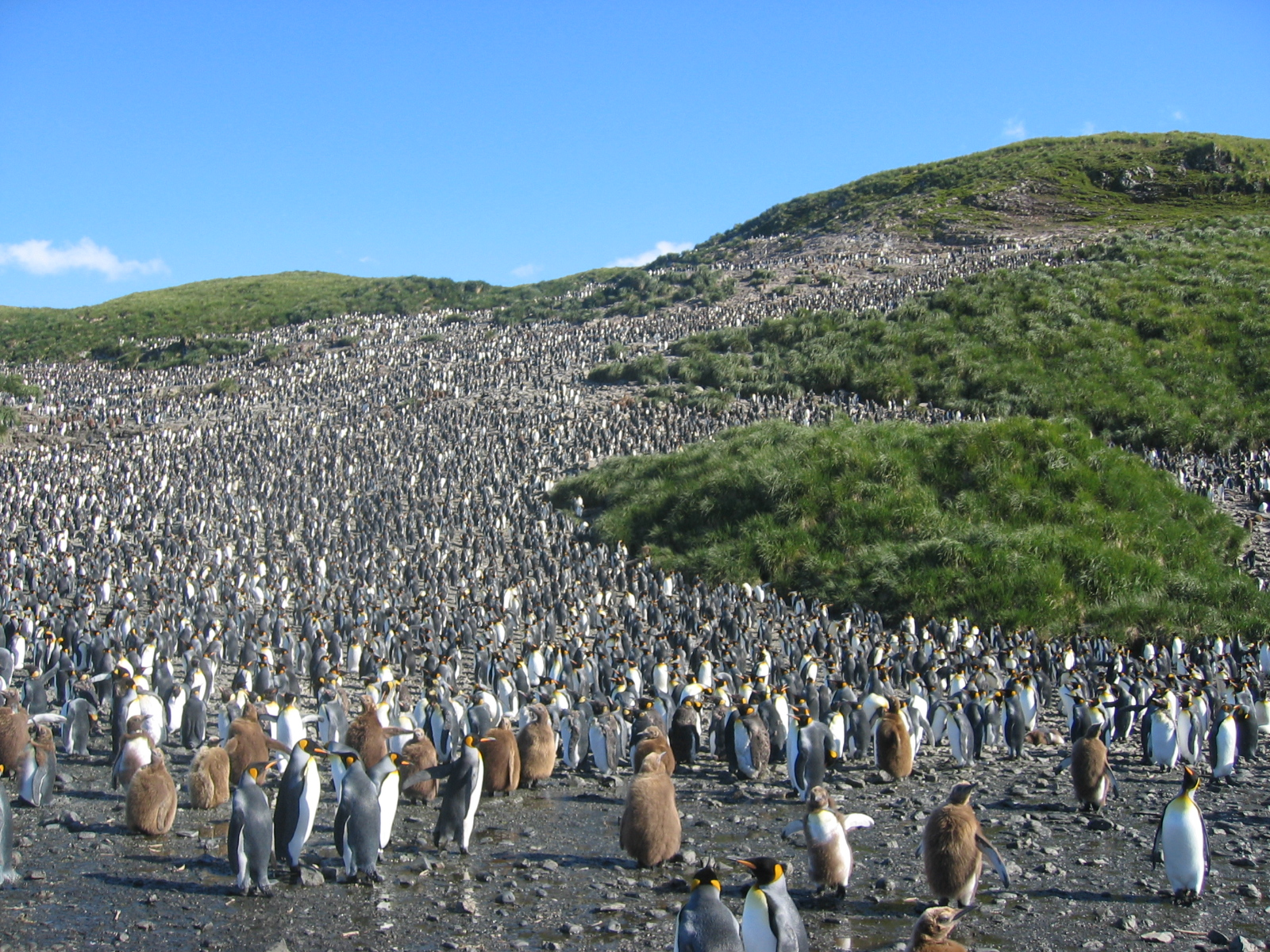
Kolonie tučňáků
Aptenodytes patagonicus

Výraz kolonie se v biologii používá pro organismy podobného nebo stejného druhu žijící na určitém místě pohromadě a obývající stejné prostředí. Po rozpadu kolonie je každý jedinec schopen – aspoň po určitou dobu – samostatné existence.
Označují se tak například shluky bakterií nebo jiných buněk, hlodavců atd. Některé druhy žijí jenom v koloniích (mravenci a včely medonosné)